# يقرون
اليقرون (الاسم العلمي: Cerithidea) هو جنس من الحيوانات يتبع الفصيلة البوطاميدية من رتبة الصدفيات الماصة.

## أنواع اليقرون
- يقرون أنداماني
- يقرون جميل
- يقرون جناحي
- يقرون حزامي
- يقرون صغير الأجنحة
- يقرون صيني
- يقرون قوي
- يقرون كاليفورني
- يقرون مخدد
- يقرون مزخرف
- يقرون مفلطح